# Auckland City Football Club
El Auckland City Football Club es un club de fútbol de la ciudad de Auckland, Nueva Zelanda. Fue fundado el 7 de abril de 2004 al juntarse varios equipos de la Región de Auckland. Actualmente se desempeña en la New Zealand National League.
Es el club más ganador del fútbol neozelandés, ganando ocho veces el antiguo Campeonato de Fútbol de Nueva Zelanda, dos veces el New Zealand Football Championship, en doce ocasiones la Liga de Campeones de la OFC, en siete oportunidades la Charity Cup y en una ocasión la Copa Chatham.
Además, ha disputado en once ocasiones el Mundial de Clubes (2006, 2009, 2011, 2012, 2013, 2014, 2015, 2016, 2017, 2022 y 2025). En la edición 2014 consiguió el tercer puesto, convirtiéndose en el primer y único equipo oceánico que se posicionó entre los tres mejores clubes del mundo. A su vez, en 2009 terminó en quinto lugar.
Hasta 2021 poseía una gran rivalidad con el Waitakere United, disputando ambos el Clásico de Auckland, hasta la disolución del Waitakere United en ese mismo año.

## Historia

### Inicios
La Región de Auckland es la más poblada de Nueva Zelanda, y una de las que más tradición futbolística tiene. Para la Asociación de Fútbol de Nueva Zelanda era una obligación entregarle un cupo para que los clubes de fútbol crearan una franquicia que participara en el Campeonato de Fútbol de Nueva Zelanda, que había sido creado en 2004.
En la primera temporada (2004/05), el Auckland City demostró que la Región de Auckland era la que más tradición futbolística poseía, fue primero en el torneo regular, con 46 puntos en 21 partidos y en los playoffs venció al Waitakere United por 3-2 coronándose como el primer campeón del nuevo torneo neozelandés. Ese mismo año disputó el Campeonato de Clubes de Oceanía, donde quedó tercero en el grupo compartido con el Sydney FC, el AS Pirae y Sobou FC, quedándose sin chances de avanzar a la siguiente ronda.
En la edición 2005/06 fue nuevamente primero, consiguiendo 48 puntos en 21 partidos jugados. En la gran final de los playoffs empató 3-3 con el Canterbury United pero lo venció por penales 4-3, logrando el bicampeonato. Además, fue uno de los representantes de Nueva Zelanda en el Campeonato de Clubes de Oceanía 2006, ganó sin muchos problemas el grupo A, que disputaba con el AS Pirae, Marist FC y el Subou FC. En la semifinal goleó 9-1 al Nokia Eagles fiyiano para vencer al Pirae en la final por 3-2, coronándose como el primer campeón de Oceanía desde que los equipos australianos habían abandonado la OFC.
Como campeón de Oceanía jugó la Copa Mundial de Clubes de la FIFA 2006 donde cayó 2-0 ante el Al-Ahly en los cuartos de final y 3-0 frente al Jeonbuk en el partido por el quinto puesto.
En el NZFC 2006/07 obtuvo el tercer lugar, quedando como último clasificado a los playoffs, en estos venció en la semifinal al YoungHeart Manawatu 3-1 y en la final a su clásico rival, el Waitakere United, por 3-2. Pero los buenos resultados en la liga local no se vieron reflejados a nivel continental, siendo eliminado de la Liga de Campeones de la OFC 2007 en la fase de grupos por el Waitakere.

### Primer fracaso y vuelta a la gloria
Fue segundo en la temporada 2007/08, detrás del Waitakere. Pero en la final preliminar de los playoffs sufrió un tropezón inesperado cayendo en el tiempo extra ante el Team Wellington, que lo privó de llegar a la final. En la O-League de dicha temporada fue eliminado nuevamente por el Waitakere United en la fase de grupos.
Cosechó su menor cantidad de puntos en una fase regular en la edición 2008/09, logrando 25 puntos en 14 partidos. A pesar de esto, fue segundo y clasificó en los playoffs, donde venció en la semifinal al YoungHeart Manawatu para vencer en la final al Waitakere United y lograr su cuarto título. En la O-League participó en el Grupo A, donde superó al Waitakere y a Port Vila Sharks, clasificándose a la final donde se cruzó con el Koloale FC. Ganó el primer partido 7-2 y empató el segundo 2-2 logrando su segundo título continental. Este logro le dio la posibilidad de representar a la OFC en la Copa Mundial de Clubes de la FIFA 2009 donde alcanzó la mejor colocación que un equipo oceánico haya podido conseguir en la competición. Venció al Al-Ahli en la fase preliminar, cayó frente al Atlante en los cuartos de final pero se quedó con el quinto lugar tras batir al TP Mazembe en tiempo suplementario.

### Decepciones locales y éxitos internacionales
Volvió a ser primero en la fase regular del torneo 2009/10 de la liga neozelandesa. Pero cayó en la semifinal de los playoffs ante el Canterbury United. En la O-League de ese año fue eliminado en la fase de grupos.
En la ASB Premiership 2010/11 fue segundo, obteniendo 30 puntos en 14 partidos. Goleó al Team Wellington en semifinales pero perdió la final 3-2 ante su eterno rival, el Waitakere United. Pero la amargura de perder nuevamente una edición del NZFC no fue problema para quedarse con el grupo B en la Liga de Campeones de la OFC 2010/11, superando al Waitakere United, el AS Magenta y al AS Tefana. En la final se cruzó con el Amicale FC y lo venció 2-1 en la ida y 4-0 en la vuelta, quedándose con su tercer título en la O-League.
Jugó la Copa Mundial de Clubes de la FIFA 2011, donde perdió ante el Kashiwa Reysol en la fase preliminar.
Logró el récord de ser el primer equipo en no perder ningún partido en la fase regular en la temporada 2011/12, consiguiendo 11 triunfos y 3 empates. Sin embargo, en los playoffs el equipo cayó 1-0 en la ida ante Team Wellington, para luego terminar eliminado tras perder 3-1 la vuelta. Sin embargo logró alcanzar la final en la O-League 2012 donde se venció al AS Tefana de Tahití en un resultado global de 3-1.
En la liga local volvería a fallar en la pelea por el título, perdiendo esta vez a manos del Waitakere United en la final en tiempo extra. Aunque tomó revancha a nivel internacional, venciendo al Waitakere por 2-1 en el último partido de la Liga de Campeones de la OFC 2013.

### Vuelta a la gloria local
En la temporada 2013/14 terminó puntero en la fase regular, venció al Waitakere en las semifinales de los playoffs por un global de 8-1 y se quedó con el título de la liga neozelandesa por primera vez desde la temporada 2008/09 y quinta en general tras ganarle por 1-0 en la final al Team Wellington. Volvió a quedarse con la liga y la Liga de Campeones en 2015 pero al perder la final de la Charity Cup 2014 con el conjunto wellingtoniano no pudo conseguir el triplete. En la siguiente temporada perdió con el Team Welly la final de la ASB Premiership pero ganó tanto la Charity Cup 2015 como la Liga de Campeones de la OFC 2016, situación que se repetiría de manera idéntica en la temporada 2016-17. Todo lo contrario sucedió en 2017-18, el club perdió la Charity Cup y quedó eliminado en semifinales de la Liga de Campeones, aunque volvió a ganar la final de la liga neozelandesa.

## Datos del club
- Temporadas en la Premiership de Nueva Zelanda: 16 (Todas)
- Mejor puesto en la fase regular: 1.º (2004–05, 2005–06, 2009–10, 2011–12, 2013–14, 2014–15, 2015–16, 2016–17, 2017–18, 2018-19 y 2019-20)
- Peor puesto en la fase regular: 3.º (2006–07)
- Mejor puesto en los Play-offs: Campeón (2004–05, 2005–06, 2006–07, 2008–09, 2013–14, 2014–15 y 2017–18)
- Mayor goleada conseguida:
  - En campeonatos Nacionales: 10–0 vs. Southern United (2013–14)
  - En torneos Internacionales: 15–0 vs. Tupapa Maraerenga (Liga de Campeones de la OFC 2019)
- Mayor goleada recibida:
  - En campeonatos Nacionales: 0–4 vs. Team Wellington (2014–15)
  - En torneos Internacionales: 0–10 vs. Bayern Múnich (Copa Mundial de Clubes de la FIFA)

## Estadio

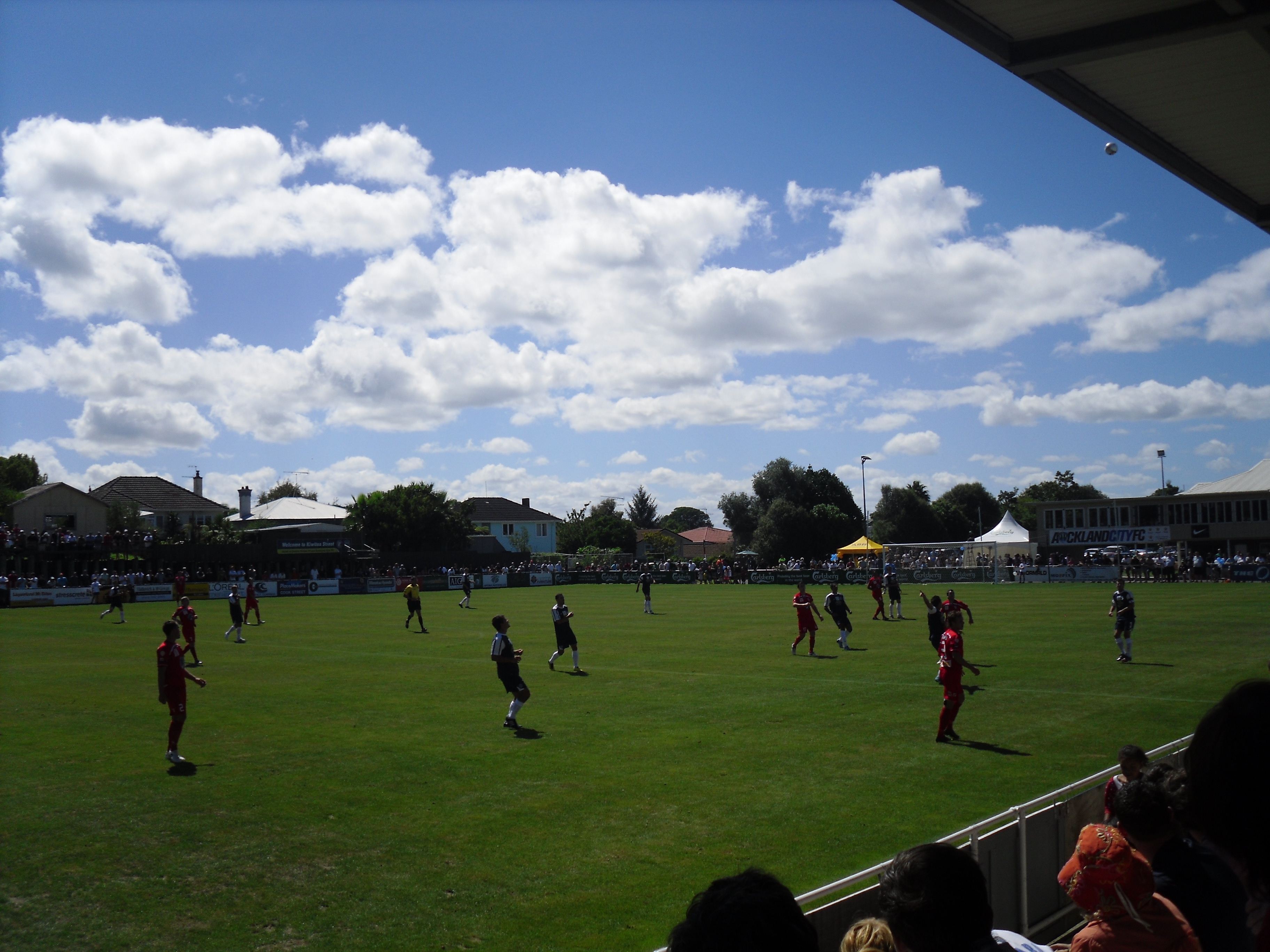
Vista del Kiwitea Street durante un encuentro entre el Auckland City y su clásico rival, el Waitakere United.

El Auckland City juega de local en el Kiwitea Street, inaugurado en 1965 y que tiene una capacidad para 3500 espectadores.

## Participación internacional
| Torneo                                 | Posición         | PJ  | PG | PE | PP | GF  | GC  | Dif. | Puntos |
| -------------------------------------- | ---------------- | --- | -- | -- | -- | --- | --- | ---- | ------ |
| Campeonato de Clubes de Oceanía 2005   | Fase de grupos   | 3   | 1  | 0  | 2  | 8   | 5   | +3   | 3      |
| Campeonato de Clubes de Oceanía 2006   | Campeón          | 5   | 5  | 0  | 0  | 23  | 3   | +20  | 15     |
| Copa Mundial de Clubes de la FIFA 2006 | Sexto puesto     | 2   | 0  | 0  | 2  | 0   | 5   | -5   | 0      |
| Liga de Campeones de la OFC 2007       | Fase de grupos   | 4   | 2  | 2  | 0  | 10  | 4   | +6   | 8      |
| Liga de Campeones de la OFC 2007-08    | Fase de grupos   | 4   | 2  | 1  | 1  | 8   | 2   | +6   | 7      |
| Liga de Campeones de la OFC 2008-09    | Campeón          | 6   | 4  | 2  | 0  | 24  | 8   | +16  | 14     |
| Copa Mundial de Clubes de la FIFA 2009 | Quinto puesto    | 3   | 2  | 0  | 1  | 5   | 5   | 0    | 6      |
| Liga de Campeones de la OFC 2009-10    | Fase de grupos   | 6   | 3  | 3  | 0  | 13  | 5   | +8   | 12     |
| Liga de Campeones de la OFC 2010-11    | Campeón          | 8   | 6  | 2  | 0  | 18  | 3   | +15  | 20     |
| Copa Mundial de Clubes de la FIFA 2011 | Ronda Preliminar | 1   | 0  | 0  | 1  | 0   | 2   | -2   | 0      |
| Liga de Campeones de la OFC 2011-12    | Campeón          | 8   | 6  | 1  | 1  | 20  | 9   | +11  | 19     |
| Copa Mundial de Clubes de la FIFA 2012 | Ronda Preliminar | 1   | 0  | 0  | 1  | 0   | 1   | -1   | 0      |
| Liga de Campeones de la OFC 2013       | Campeón          | 9   | 6  | 1  | 2  | 28  | 10  | +18  | 19     |
| Copa Mundial de Clubes de la FIFA 2013 | Ronda Preliminar | 1   | 0  | 0  | 1  | 1   | 2   | -1   | 0      |
| Liga de Campeones de la OFC 2014       | Campeón          | 7   | 4  | 1  | 2  | 13  | 5   | +8   | 13     |
| Copa Mundial de Clubes de la FIFA 2014 | Tercer puesto    | 4   | 1  | 2  | 1  | 3   | 3   | 0    | 5      |
| Liga de Campeones de la OFC 2015       | Campeón          | 5   | 4  | 1  | 0  | 11  | 1   | +10  | 13     |
| Copa Mundial de Clubes de la FIFA 2015 | Ronda Preliminar | 1   | 0  | 0  | 1  | 0   | 2   | -2   | 0      |
| Liga de Campeones de la OFC 2016       | Campeón          | 5   | 5  | 0  | 0  | 16  | 4   | +12  | 15     |
| Copa Mundial de Clubes de la FIFA 2016 | Ronda Preliminar | 1   | 0  | 0  | 1  | 1   | 2   | -1   | 0      |
| Liga de Campeones de la OFC 2017       | Campeón          | 7   | 7  | 0  | 0  | 24  | 1   | +23  | 21     |
| Copa Mundial de Clubes de la FIFA 2017 | Ronda Preliminar | 1   | 0  | 0  | 1  | 0   | 1   | -1   | 0      |
| Liga de Campeones de la OFC 2018       | Semifinales      | 6   | 4  | 2  | 0  | 17  | 2   | +15  | 14     |
| Liga de Campeones de la OFC 2019       | Semifinales      | 5   | 4  | 0  | 1  | 28  | 3   | +25  | 12     |
| Liga de Campeones de la OFC 2020       | Cancelado        | 3   | 3  | 0  | 0  | 9   | 0   | +9   | 9      |
| Liga de Campeones de la OFC 2022       | Campeón          | 5   | 5  | 0  | 0  | 17  | 1   | +16  | 15     |
| Copa Mundial de Clubes de la FIFA 2022 | Ronda Preliminar | 1   | 0  | 0  | 1  | 0   | 3   | -3   | 0      |
| Liga de Campeones de la OFC 2023       | Campeón          | 7   | 5  | 2  | 0  | 21  | 10  | +11  | 17     |
| Copa Mundial de Clubes de la FIFA 2023 | Ronda Preliminar | 1   | 0  | 0  | 1  | 0   | 3   | -3   | 0      |
| Liga de Campeones de la OFC 2024       | Campeón          | 7   | 5  | 2  | 0  | 17  | 5   | +12  | 17     |
| Copa Intercontinental de la FIFA 2024  | Primera Ronda    | 1   | 0  | 0  | 1  | 2   | 6   | -4   | 0      |
| Liga de Campeones de la OFC 2025       | Campeón          | 5   | 4  | 1  | 0  | 8   | 1   | +7   | 13     |
| Copa Mundial de Clubes de la FIFA 2025 | Fase de grupos   | 3   | 0  | 1  | 2  | 1   | 17  | -16  | 1      |
| -                                      | 13 títulos       | 136 | 88 | 24 | 24 | 346 | 134 | +212 | 288    |

## Palmarés

### Torneos Nacionales (18)
Nota: en negrita competiciones vigentes en la actualidad. Indicado el récord del torneo  y el récord compartido 
| Competición Nacional                | Títulos                                                                              | Subcampeonatos                                |
| ----------------------------------- | ------------------------------------------------------------------------------------ | --------------------------------------------- |
| Premiership de Nueva Zelanda (10/5) | 2004-05, 2005-06, 2006-07, 2008-09, 2013-14, 2014-15, 2017-18, 2019-20, 2022 y 2024. | 2010-11, 2012-13, 2015-16, 2016-17 y 2020-21. |
| Charity Cup (7/3)                   | 2011, 2013, 2015, 2016, 2018, 2019 y 2020.                                           | 2012, 2014 y 2017.                            |
| Copa Chatham (1)                    | 2022.                                                                                |                                               |

#### Auckland City Youth
- Liga Juvenil de Nueva Zelanda (6): 2007, 2009, 2012-13, 2013-14, 2017 y 2018.

### Torneos internacionales (13)
Torneos Internacionales OFC
Nota: en negrita competiciones vigentes en la actualidad. Indicado el récord del torneo  y el récord compartido 
| Competición internacional        | Títulos                                                                               | Subcampeonatos |
| -------------------------------- | ------------------------------------------------------------------------------------- | -------------- |
| Liga de Campeones de la OFC (13) | 2006, 2008-09, 2010-11, 2011-12, 2013, 2014, 2015, 2016, 2017, 2022, 2023, 2024, 2025 |                |

- Tercer Puesto en el Mundial de Clubes (1): 2014.

No Oficial:
- Copa Presidente de la OFC (1): 2014.
- Lunar New Year Cup (1): 2017.